# Ladon (syn Okeanosa)
Ladon (stgr. Λάδων Ládōn, łac. Ladon) – w mitologii greckiej bóg i uosobienie arkadyjskiej rzeki Ladon.
Był synem tytana Okeanosa i tytanidy Tetydy. Ze Stymfalis, która była jego żoną, miał córki Dafne (według innej wersji matką jej była Gaja) i Metope. Uchodził także za ojca Syrinks (została przemieniona w trzcinę nad brzegami rzeki Ladon) i Karmenty (Nikostrate, Temis, Timandra, Telpusa).